# Brunswick (New York)
Brunswick ist eine Stadt im Rensselaer County im US-Bundesstaat New York. Das U.S. Census Bureau hat bei der Volkszählung 2020 eine Einwohnerzahl von 12.581 ermittelt.

## Geographie
Die Stadt liegt im Westen des Rensselaer County im Hudson Valley, etwas östlich der Stadt Troy. Brunswick hat eine Fläche von 115,6 km², wovon nur 0,3 km² Wasser ist. Südlich grenzen an die Towns of North Greenbush und Poestenkill. Im Osten benachbart ist die Town of Grafton. Nördlich der Town of Brunswick liegen die Towns of Schaghticoke und Pittstown.

## Geschichte
Die Stadt Brunswick wurde offiziell am 20. März 1807 aus einem Teil der Stadt Troy gebildet. Es ist aber wahrscheinlich, dass es im Bereich der heutigen Stadt bereits um das Jahr 1745 eine Siedlung hab, möglicherweise sogar schon früher.

## National Register of Historic Places
Zwei ehemalige Schulen in Brunswick wurden in das National Register of Historic Places aufgenommen, das in den 1830er Jahren gebaute Little Red Schoolhouse und die 1882 in Betrieb genommene Garfield School.

## Forest Park Cemetery
Der Forest Park Cemetery (Waldparkfriedhof) ist ein verlassener Friedhof an der Pinewoods Avenue, westlich des kleinen Dorfes Eagle Mills der Stadt Brunswick. Der Friedhof ist für seine zahlreichen Geistersichtungen bekannt. Das Magazin Life nannte den Friedhof einen der zehn spukreichsten Plätze in den Vereinigten Staaten.

## Demographische Daten
Nach der Volkszählung des United States Census Bureaus von 2000 gab es in der Stadt 11.664 Einwohner, 4613 Haushalte und 3266 Familien, die in der Stadt wohnten. Die Bevölkerungsdichte lag bei 101,1 Personen / km². Ethnisch betrachtet setzte sich die Bevölkerung zusammen aus 96,38 % weißer Bevölkerung, 0,90 % Afroamerikanern, 0,06 % amerikanische Ureinwohnern, 1,6 % Asiaten, 0,02 % Bewohnern aus dem pazifischen Inselraum und 0,73 % aus anderen ethnischen Gruppen. Etwa 0,73 % stammen von zwei oder mehr Rassen ab. 0,80 % der Bevölkerung sind Spanier oder Lateinamerikaner.
Von den 4.613 Haushalten hatten 31,5 % Kinder unter 18 Jahren, die im Haushalt lebten. 58,9 % waren verheiratete, zusammenlebende Paare. 8,20 % waren allein erziehende Mütter, 29,2 % waren keine Familien. 23,91 % aller Haushalte waren Singlehaushalte und in 10,1 % lebten Menschen älter als 65 Jahre. Die Durchschnittshaushaltsgröße betrug 2,52 und die durchschnittliche Familiengröße war 3,01 Personen.
23,50 % der Bevölkerung waren unter 18 Jahre alt, 6,60 % zwischen 18 und 24, 28,50 % zwischen 25 und 44, 26,20 % zwischen 45 und 64, und 15,20 % waren 65 Jahre alt oder älter. Das Durchschnittsalter betrug 40 Jahre. Auf 100 weibliche Personen aller Altersgruppen kamen 96,30 männliche Personen. Auf 100 Frauen im Alter von 18 Jahren und darüber kamen 93,40 Männer.
Das jährliche Durchschnittseinkommen eines Haushalts betrug 56.528 USD, das Durchschnittseinkommen einer Familie belief sich auf 66.374 USD. Männer hatten ein durchschnittliches Einkommen von 43.093 USD, Frauen 31.995 USD. Das Prokopfeinkommen betrug 26.554 USD. 3,1 % der Bevölkerung und 3,2 % der Familien leben unterhalb der Armutsgrenze.

## Gemeinden und Siedlungen in Brunswick
- Brunswick – Das Dorf Brunswick liegt östlich der New York State Route 351
- Brunswick Center – Ein Ort nordwestlich der New York State Route 7
- Cropseyville – Ein Ort an der New York State Route 2 im östlichen Teil der Stadt
- Clums Corner – Ein Ort an der New York State Route 2 im östlichen Teil der Stadt, nordwestlich des Dorfes Brunswick.
- Eagle Mills – Ein Ort im südlichen Teil der Stadt, westlich des Dorfes Brunswick
- Haynersville – Ein Ort an der New York State Route 7, nördlich der Stadt Brunswick
- Mountain View – Ein Ort im südlichen Teil der Stadt
- Sycaway – Ein Ort im westlichen Teil der Stadt, nahe der Stadtgrenze  von Troy.
- Tamarac – Ein Ort an der New York State Route 129. Der frühere Name war Platestown.